# Kościół św. Kazimierza w Szczecinie
Kościół świętego Kazimierza w Szczecinie – jeden z zabytkowych kościołów w Szczecinie. Mieści się na osiedlu Arkońskie-Niemierzyn. Należy do dekanatu Szczecin-Niebuszewo archidiecezji szczecińsko-kamieńskiej.

## Historia
Świątynia została wybudowana w latach 1888-1889 w stylu neogotyckim jako część ewangelickiego zakładu opiekuńczego, którego dyrektorem był pastor Wilhelm Bernhard. Budowla została wzniesiona na planie prostokąta, od zachodu znajduje się wieża, od wschodu prezbiterium. W 1940 roku zakład opiekuńczy został zlikwidowany. Podczas walk o Szczecin w 1945 roku został rozebrany hełm wieży, ponieważ na jej szczycie zostało umieszczone stanowisko obrony przeciwlotniczej. Po zakończeniu wojny żołnierze sowieccy umieścili w kościele stajnię. Następnie, przez krótki czas kościół należał do wiernych Kościoła polskokatolickiego. Po 1956 roku władze państwowe przekazały kościół do kultu religijnego. W dniu 19 maja 1957 roku budowla została uroczyście poświęcona jako świątynia rzymskokatolicka. W dniu 28 maja 1973 roku została przy kościele utworzona nowa parafia św. Kazimierza dekretem księdza biskupa Jerzego Stroby. Budynek plebanijny i katechetyczny wybudował proboszcz Jan Szczepań. 